# 坡州出版文化情報事業團地
坡州出版文化情報事業團地（The Paju Publishing Culture Information Industrial Complex）是韓國首爾北方坡州市的一項產業園區建設，將出版、印刷、發行、紙業、運輸、設計、著作權仲介、學術研究各種機構集合於一處。
坡州出版文化情報事業團地也被稱為坡州出版都市（Paju Bookcity），另外還有書城（Book City）、生態都市（Eco-City）等多個別名。

## 規劃成員
- 事業協同組合理事長李起雄
- 建築設計總統籌承孝相

## 參與廠商
- 出版社
  - 創作與批評社
  - Hangilsa Publishing
- 出版流通公司
  - Booxen